# Sciusten feste n.1965
Sciusten feste n.1965 è il tredicesimo album in studio del cantautore italiano Vinicio Capossela. L'album, pubblicato il 25 ottobre 2024, è prodotto da La Cùpa e distribuito da Warner Music.
(Vinicio Capossela)
L'uscita è stata anticipata dal brano Voodoo mambo, pubblicato il 4 ottobre 2024.

## Il disco
Sul sito ufficiale dell'autore si legge: «In SCIUSTEN FESTE N. 1965 tre brani inediti (il primo singolo estratto Voodoo Mambo, Sciusten feste n.1965 e Il guastafeste) affiancano dodici canzoni d’importazione che, per assonanze diverse, per Capossela hanno a che fare con la festa: c’è lo swing alla Louis Prima, il folklore italo-americano di Lou Monte e Nick Apollo Forte, gli inni presbiteriani, le fantasmagorie fiabesche, pezzi festivi e digestivi, marimbe di ossa, ottoni e vibrafòni. C’è la doppia ancia dei sassofoni, l’organo Farfisa, la chitarra a pancia grossa, il contrabbasso degli Aristogatti, i tamburi forsennati, i cori, gli inni e le campanelle.»

## Il titolo
Il titolo è una storpiatura della Schützenfest, festa o fiera tradizionale che prevede una gara di tiro al bersaglio tipica delle culture di Svizzera, Germania, Austria e Paesi Bassi. Il numero 1965 deriva dall'anno di nascita dell'artista.
(Vinicio Capossela)

## Tracce
1. Sopporta con me (Abide with me) – 4:59
2. Sciusten feste n.1965 – 4:18
3. Voodoo mambo – 3:29
4. Bianco Natale (White Christmas) – 3:37
5. Campanelle (Jingle bells) – 3:09
6. Charlie (Christmas card from a hooker in Minneapolis) – 5:29
7. Agita (Aggita) – 2:28
8. Danza della fata Confetto – 2:02
9. Conforto e gioia (God Rest You Merry Gentlemen) – 5:12
10. Santa Claus is coming to town (Santa Claus è arrivato in città) – 2:42
11. Voglio essere come te (I wanna be like you) – 3:17
12. Come e più di te – 1:31
13. Il friscaletto (Eh cumpari) – 4:28
14. Dankeschoen (Grazieschoen) – 3:45
15. Il guastafeste – 4:28

## I brani

### Sopporta con me (Abide with me)
A proposito della traccia, Capossela ha dichiarato: «Abide with me di solito si suona ai funerali. Il testo della mia versione è stato scritto dall'artista e grafico Jacopo Leone, che ha curato anche la copertina del disco. In realtà c'era già una versione perfetta di Abide with me, quella di Thelonious Monk. Dura meno di un minuto, ma è piena di compassione ed evoca quello che ci affratella tutti: abbiamo lo stesso destino e ci vuole una grande forza d’animo per accettare di vivere sapendo di morire. Jacopo ha fatto un'operazione tipica della cultura afroamericana nei confronti della Bibbia. Ha preso una cosa destinata ai sacerdoti, l’ha accartocciata come una lattina di birra e l'ha portata nella vita quotidiana: il messaggio fondamentale del brano, e in un certo senso di tutto il disco, è: non startene lì da solo, sopportiamo insieme».

### Voodoo Mambo
All'uscita del brano avvenuta il 4 ottobre 2024, l'autore ha dichiarato: «Man mano che l’età avanza bisogna prendere confidenza con i nomi propri di tutte le ossa, così da una costola di scheletro nell’armadio abbiamo tirato fuori un mambo osteopatico… Che intanto è diventato ‘E ancora mambo’, ‘quantunque mambo’, “per sempre mambo”, il ‘Voodoo mambo’ esorcizzante da ballare nella notte delle zucche vuote del resto, è con la festa dei morti che iniziano le feste invernali, con il patteggiamento del dono, con le calaveras messicane del dias de los muertos, con la marimba ad ossa che fa resuscitare gli spiriti e li accompagna verso lo zenith dell’oscurità solstiziale. Il video si presenta come una specie di radiografia dell’umano a partire dai traumi. Con la crisi dei vinili, abbiamo pensato anche noi di suonarlo su lastre radiografiche.»

### Campanelle (Jingle bells)
Il riferimento per il brano è Italian Jingle Bells di Lou Monte.

### Charlie (Christmas card from a hooker in Minneapolis)
A proposito dell'originale di Tom Waits, Capossela ha dichiarato: «Natale, in generale, è una specie di scatola dell'immaginazione: ognuno si inventa la sua storia di Natale. In questa canzone, che secondo me è scritta in maniera esemplare, in questa lettera che questa donna scrive a un suo amico, c'è proprio la storia di Natale: la favola che lei stessa inventa della sua vita in forma di lettera, per cinque strofe è una favola e soltanto la sesta strofa torna a quella che è la realtà. In questo senso è un pezzo di Natale esemplare, anche se non ha nessuna lucina e non parla assolutamente di niente, ma è natalizio perché ci si inventa una favola e la si applica alla miseria della propria vita, della propria condizione, c'è una forma di redenzione. Cos'è Natale? È tutto andrà bene alla fine, credere nella bontà del mondo, nella bontà degli altri, nel fatto che alla fine saremo salvati. Questo rende così speciali però anche malinconiche le storie di Natale perché poi c'è l'ultima strofa, perché poi la piccola fiammiferaia muoia congelata pure dopo che ha inventato il suo palazzo. La fiaba è molto pericolosa: è bello crederci, ma il finale raramente ci porta in un luogo migliore.»

### Danza della fata Confetto
A proposito della traccia, Capossela ha dichiarato: «Mi aveva affascinato una versione suonata da Duke Ellington, una sorta di swing meraviglioso. Poi ho pensato di trasformarla leggermente in una sorta di colonna sonora perfetta per alcuni film di Tim Burton usando il theremin e la chitarra elettrica.»

### Voglio essere come te (I wanna be like you)
A proposito della traccia, Capossela ha dichiarato: «È un omaggio a Louis Prima perché è il mio eroe e il mio cantante delle feste supremo, anche se credo che non abbia mai inciso un pezzo di Natale, ma solo ascoltarlo in dicembre mette aria della festa. Voglio essere come te è un pezzo darwiniano nel senso che forse l'evoluzione nasce dall'invidia, ci si evolve invidiando, e io ho aggiunto un pezzo suppletivo che dice "Come e più di te", non voglio solo essere come te, [voglio essere] come e più di te, sopravanzarti. Il re della giungla, come Prometeo, vuole il fuoco per potere iniziare il suo cammino, come l'uomo con la tecnologia. Adesso, però, una volta che ha ottenuto questo, vuole anche gli accessori: vuole twittare come te, vuole postare come te, vuole investire come te, vuole evadere come te, vuole sedurre come te, come e più di te».

### Il guastafeste
Al termine del brano si può ascoltare una breve traccia fantasma cantata da Ornella Vanoni, a proposito della quale Capossela ha dichiarato: «Canta questo testo molto malinconico: “Coriandoli questo è il tempo che mi dai/mi butti a terra e te ne vai/coriandoli”. È un piccolo verso che da un sacco di tempo mi ronzava in testa. Pensavo che a svilupparlo potesse sembrare perfetta per una canzone del repertorio classico della Vanoni. Alla fine gliel'ho chiesto e lo ha cantato davvero. I coriandoli sono un accessorio fondamentale per gli spettacoli durante le feste. Tutte le mie valigie erano sempre piene di coriandoli. Sembra che abbiano una vita breve, ma in realtà te li ritrovi appicciati nei posti più imprevedibili per anni. E poi i resti di coriandoli sono una prova che lì c'è stata una festa…».